# Gérard Dubi
Gérard Dubi, né le 27 novembre 1943, est un joueur professionnel suisse de hockey sur glace.

## Carrière de joueur
Il a porté durant toute sa carrière, à l'exception de la saison 1969-1970 où il a joué pour Genève-Servette, les couleurs du Lausanne HC dans le championnat suisse, jouant en alternance en LNA et en LNB, au gré des promotions ou des relégations du club. Entre 1976 et 1978, il a formé en compagnie de Claude Friederich et de Jean-Guy Gratton, la redoutée ligne d'attaque GDF, qui a permis au Lausanne HC d'être promu en LNA en 1978 en cumulant à elle seule 247 points, soit plus de 60 % du total de l'équipe. Gérard Dubi a terminé meilleur pointeur de la saison 1978-1979 de LNA avec 19 buts et 29 aides. Son maillot numéro 10 a été retiré par le Lausanne Hockey Club.

## Carrière internationale
Il a représenté la Suisse à 35 reprises, et a participé aux Jeux olympiques 1972 à Sapporo, où il a comptabilisé une mention d'aide en 5 rencontres.